# Agrigel-La Creuse-Fenioux
Agrigel-La Creuse-Fenioux ist ein ehemaliges französisches Radsportteam, das nur 1996 bestand.

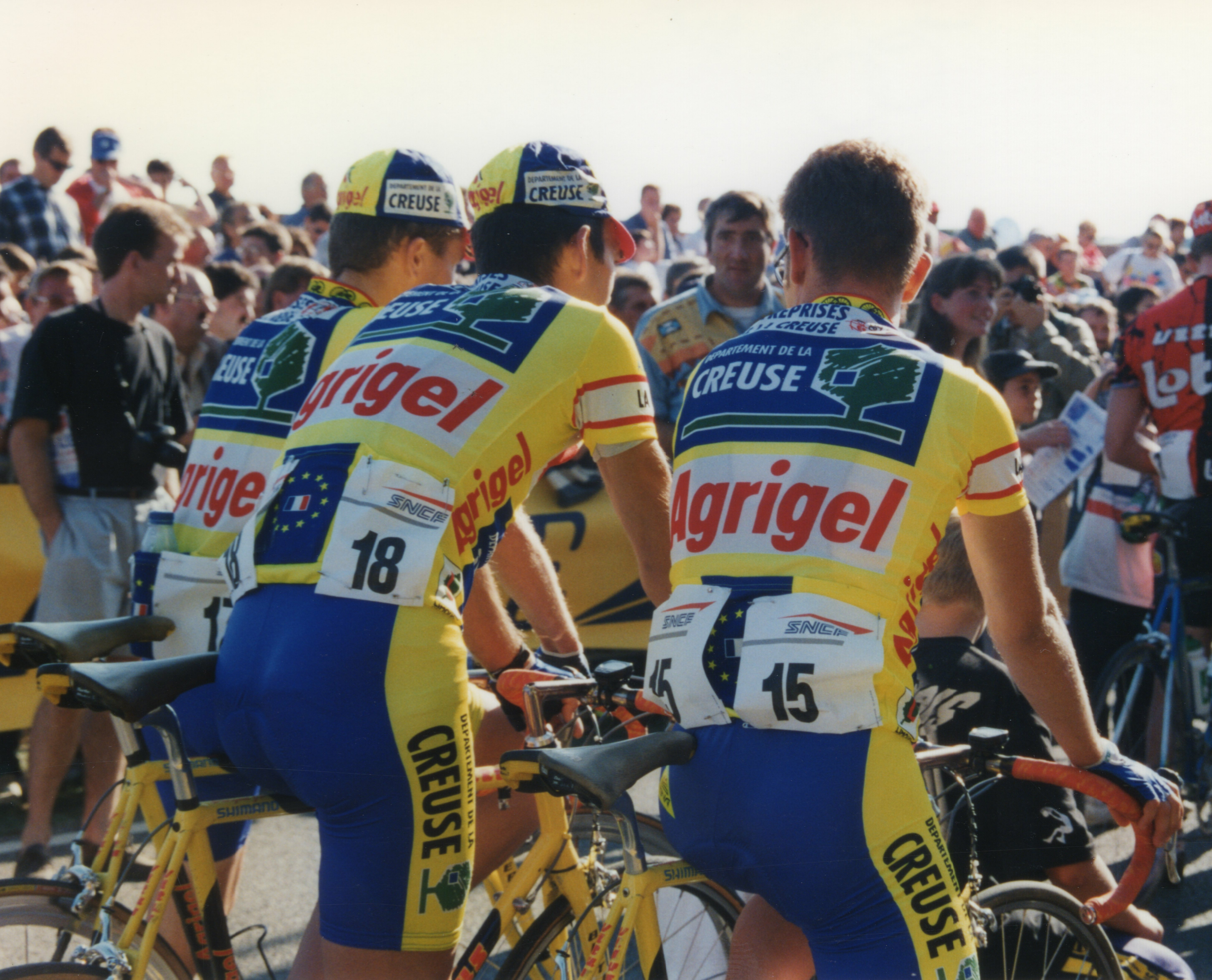
Agrigel-La Creuse beim Critérium de Lèves 1996

## Geschichte
Das Team wurde 1996 unter der Leitung von Marc Durant und Gilles Mas gegründet. Die Entstehung von Agrigel-La Creuse-Fenioux ging vermutlich, ähnlich wie bei Catavana-AS Corbeil-Essonnes-Cedico, auf eine Initiative des Präsidenten der Französischen Radsportverbandes, Daniel Baal, zurück. Er versuchte, nachdem mehrere französische Teams 1995 verschwanden (Castorama, Le Groupement und Chazal), französischen Fahrern eine Arbeitsgelegenheit zu bieten. Hauptsponsor war die Firma Frigedoc, welche unter dem Namen Agrigel in Frankreich Tiefkühlprodukten im Heimlieferservice verkauft. Das Département Creuse fungierte als Co-Sponsor.
Ergebnisse konnte das Team mit zweiten Plätze bei den Rennen 4 Jours de Dunkerque, Tour de Normandie, Tour de l’Ain, Tour du Poitou Charentes und Grand Prix de Rennes erzielen. Bei den 4 Jours de Dunkerque fehlten lediglich 2 Sekunden um den Sieg zu erzielen. Beim einzigen Teilnahme an einem Monument des Radsports, Paris–Roubaix, erreichte man nur einen 25. Platz. Das Team nahm zwar an der Tour de France teil, konnte aber keine Akzente setzen. Zum Ende der Saison 1996 löste sich das Team auf.

## Doping
Bei le circuit de la Côte Picarde wurde Jacky Durand und bei den 4 Jours de Dunkerque Thierry Laurent positiv auf das anaboles Steroid Nandrolon getestet. Beide wurden für 8 Monate gesperrt. Angeblich waren diese beide Dopingfälle mitverantwortlich, dass der Hauptsponsor kein weiteres Jahr das Team unterstützte.

## Erfolge
1996
- Gesamtwertung und eine Etappe Ronde de l’Isard
- eine Etappe 4 Jours de Dunkerque
- zwei Etappen Tour de l’Ain

## Grand-Tour-Platzierungen
| Grand Tour            | 1996 |
| --------------------- | ---- |
| Giro d’ItaliaGiro     | –    |
| Tour de FranceTour    | 67   |
| Vuelta a EspañaVuelta | –    |

## Bekannte ehemalige Fahrer
- Jacky Durand
- Thierry Marie
- Jean-Claude Colotti
- Franck Bouyer
- Jean-François Bernard
- Dominique Arnould